# Jari Koivisto
Jari Koivisto – fiński kierowca wyścigowy.

## Biografia
W 1994 roku zadebiutował w Fińskiej Formule 4, ścigając się Reynardem. Zajął wówczas piąte miejsce w klasyfikacji. W 1995 roku był czwarty, w sezonie 1996 – szósty, w roku 1997 – drugi, w sezonie 1998 – piąty, a w roku 1999 – czwarty. W 2000 roku zadebiutował w Fińskiej Formule 3, rywalizując Dallarą F393, i został wówczas wicemistrzem kraju. Rok później natomiast zdobył tytuł. W roku 2002 był trzeci w klasyfikacji końcowej, zaś w sezonie 2003 wziął udział tylko w czterech wyścigach i został sklasyfikowany na jedenastym miejscu. Po rocznej przerwie powrócił do Fińskiej Formuły 3 w sezonie 2005.  Koivisto wygrał wtedy sześciokrotnie i zdobył drugi tytuł. W roku 2006 był trzeci, w sezonie 2007 – szósty, natomiast rok 2008 zakończył na piątym miejscu w klasyfikacji. W 2009 roku rywalizował w Pucharze Formuły 3 Strefy Północnoeuropejskiej, zajmując siódme miejsce. W roku 2010 startował w Nordic Formula 3 Masters i został wicemistrzem serii.
W latach 2016–2018 startował w kartingowych zawodach Rotax Max Challenge.